# سيكوندي تاكورادي
سيكوندي تاكورادي (بالإنجليزية: Sekondi-Takoradi)‏ هي مدينة من مدن غانا. يبلغ عدد سكانها 445,205 نسمة وذلك حسب إحصائيات سنة 2012. يبلغ ارتفاع المدينة عن سطح البحر قرابة 10 متر. تقع على خط عرض 4.916667 وخط طول -1.766667.

## المناخ
يظهر الجدول التالي التغييرات المناخية على مدار السنة لسيكوندي تاكورادي:
| البيانات المناخية لـسيكوندي تاكورادي | البيانات المناخية لـسيكوندي تاكورادي | البيانات المناخية لـسيكوندي تاكورادي | البيانات المناخية لـسيكوندي تاكورادي | البيانات المناخية لـسيكوندي تاكورادي | البيانات المناخية لـسيكوندي تاكورادي | البيانات المناخية لـسيكوندي تاكورادي | البيانات المناخية لـسيكوندي تاكورادي | البيانات المناخية لـسيكوندي تاكورادي | البيانات المناخية لـسيكوندي تاكورادي | البيانات المناخية لـسيكوندي تاكورادي | البيانات المناخية لـسيكوندي تاكورادي | البيانات المناخية لـسيكوندي تاكورادي | البيانات المناخية لـسيكوندي تاكورادي |
| الشهر                                | يناير                                | فبراير                               | مارس                                 | أبريل                                | مايو                                 | يونيو                                | يوليو                                | أغسطس                                | سبتمبر                               | أكتوبر                               | نوفمبر                               | ديسمبر                               | المعدل السنوي                        |
| ------------------------------------ | ------------------------------------ | ------------------------------------ | ------------------------------------ | ------------------------------------ | ------------------------------------ | ------------------------------------ | ------------------------------------ | ------------------------------------ | ------------------------------------ | ------------------------------------ | ------------------------------------ | ------------------------------------ | ------------------------------------ |
| الدرجة القصوى °م (°ف)                | 35.0 (95.0)                          | 35.5 (95.9)                          | 35.0 (95.0)                          | 34.6 (94.3)                          | 34.6 (94.3)                          | 32.3 (90.1)                          | 31.8 (89.2)                          | 30.4 (86.7)                          | 31.2 (88.2)                          | 32.0 (89.6)                          | 34.5 (94.1)                          | 34.2 (93.6)                          | 35.5 (95.9)                          |
| متوسط درجة الحرارة الكبرى °م (°ف)    | 30.4 (86.7)                          | 31.0 (87.8)                          | 31.3 (88.3)                          | 31.1 (88.0)                          | 30.2 (86.4)                          | 28.4 (83.1)                          | 27.3 (81.1)                          | 26.8 (80.2)                          | 27.6 (81.7)                          | 28.8 (83.8)                          | 30.0 (86.0)                          | 30.3 (86.5)                          | 29.4 (84.9)                          |
| المتوسط اليومي °م (°ف)               | 26.2 (79.2)                          | 26.9 (80.4)                          | 27.2 (81.0)                          | 27.2 (81.0)                          | 26.7 (80.1)                          | 25.6 (78.1)                          | 24.8 (76.6)                          | 24.1 (75.4)                          | 24.6 (76.3)                          | 25.5 (77.9)                          | 26.2 (79.2)                          | 26.2 (79.2)                          | 26.0 (78.8)                          |
| متوسط درجة الحرارة الصغرى °م (°ف)    | 21.8 (71.2)                          | 22.6 (72.7)                          | 23.1 (73.6)                          | 23.2 (73.8)                          | 23.1 (73.6)                          | 22.8 (73.0)                          | 21.8 (71.2)                          | 21.1 (70.0)                          | 21.7 (71.1)                          | 22.1 (71.8)                          | 22.2 (72.0)                          | 22.1 (71.8)                          | 22.3 (72.1)                          |
| أدنى درجة حرارة °م (°ف)              | 16.1 (61.0)                          | 18.3 (64.9)                          | 20.6 (69.1)                          | 20.6 (69.1)                          | 20.0 (68.0)                          | 19.4 (66.9)                          | 17.2 (63.0)                          | 16.1 (61.0)                          | 17.8 (64.0)                          | 18.9 (66.0)                          | 18.9 (66.0)                          | 16.1 (61.0)                          | 16.1 (61.0)                          |
| الهطول مم (إنش)                      | 31 (1.2)                             | 35 (1.4)                             | 79 (3.1)                             | 115 (4.5)                            | 250 (9.8)                            | 346 (13.6)                           | 120 (4.7)                            | 43 (1.7)                             | 57 (2.2)                             | 138 (5.4)                            | 77 (3.0)                             | 31 (1.2)                             | 1٬322 (52.0)                         |
| متوسط أيام هطول الأمطار (≥ 0.3 mm)   | 3                                    | 4                                    | 7                                    | 10                                   | 17                                   | 19                                   | 13                                   | 11                                   | 13                                   | 14                                   | 10                                   | 5                                    | 126                                  |
| متوسط الرطوبة النسبية (%)            | 86                                   | 85                                   | 83                                   | 84                                   | 84                                   | 86                                   | 87                                   | 87                                   | 87                                   | 87                                   | 86                                   | 85                                   | 86                                   |
| ساعات سطوع الشمس الشهرية             | 207.7                                | 209.1                                | 229.4                                | 216.0                                | 192.2                                | 132.0                                | 148.8                                | 133.3                                | 126.0                                | 195.3                                | 243.0                                | 229.4                                | 2٬262٫2                              |
| ساعات سطوع الشمس اليومية             | 6.7                                  | 7.4                                  | 7.4                                  | 7.2                                  | 6.2                                  | 4.4                                  | 4.8                                  | 4.3                                  | 4.2                                  | 6.3                                  | 8.1                                  | 7.4                                  | 6.2                                  |
| المصدر: الأرصاد الجوية الألمانية     |                                      |                                      |                                      |                                      |                                      |                                      |                                      |                                      |                                      |                                      |                                      |                                      |                                      |

## توأمة
لسيكوندي تاكورادي اتفاقيات توأمة مع كل من:
- أوكلاند
- بوسطن
- بليموث

## أعلام
- كيم غرانت
- جوزيف هنري سميث
- جون أنطوي
- روبرت فولي
- جوزيف هنري منساه
- لامبرت روبرتس

## وصلات خارجية
- www.stma.gov.gh